# Usman, Rusia
Usman (în rusă Усмань) este un oraș din regiunea Lipețk, în Federația Rusă, și centrul administrativ al raionului Umanski. Populația sa se ridica la 19.148 de locuitori, în 2013.

## Geografie
Usman este udat de râul cu același nume, Usman și este situat la 63 – 91 de kilometri (pe șosea) la sud-vest de Lipețk și la 435 de kilometri la sud-est de Moscova.

## Personalități
- Astronomul Nikolai Cernîh s-a născut la Usman, în 1931.